# Aimable
Aimable Pluchard (* 10. Mai 1922 in Trith-Saint-Léger; † 31. Oktober 1997 in Villemoisson-sur-Orge) war ein französischer Akkordeonspieler.

## Leben
Aimable Pluchard stammte aus einer Bergarbeiterfamilie. Aimable, französisch für „liebenswert“, war auch sein richtiger Vorname. Aus der musikalischen Tradition des Bergwerks übernahm er auch seine ersten musikalischen Ideen. Seine musikalische Karriere startete er Mitte der 1955er Jahre. In seiner über dreißigjährigen Karriere spielte er sowohl als Solokünstler als auch mit Begleitband mehr als 10.000 Musiktitel ein. In Deutschland gelangen ihm mehrere Charthits, am Bekanntesten wohl eine Version von Alo-Ahé, die 1962 Platz fünf der deutschen Single-Charts erreichte.
Aimable war darüber hinaus Anfang der 1970er Jahre in den drei ersten Filmen von Regisseur Claude Zidi zu sehen: Die tollen Charlots – Vier Verrückte im Stadion, Die fünf tollen Charlys – Frechheit siegt und Die tollen Charlots — Wo die grünen Nudeln fliegen.

## Diskografie (Auswahl)

### Alben
- 1955: Passons la monnaie
- 1955: Polka des gaziers
- 1955: Refrains de Paris
- 1955: Variétés music-hall
- 1955: Aimable
- 1955: Dansons avec Aimable et Augusto Baldi – Vol. 12
- 1955: Trompette-Musette
- 1956: La complainte de la butte
- 1956: Vive la mariée!
- 1956: La Rose tatouée
- 1957: 10 grands succès
- 1957: 10 grands succès Vol. 2
- 1957: Aimable en Bretagne
- 1957: Aimable Marseille
- 1957: Surprise partie chez Paul Beuscher
- 1958: 10 grands succès par Aimable Vol. 3
- 1958: 10 grands succès par Aimable Vol. 4
- 1958: Aimable à Nogent
- 1958: Aimable et Fernand Bonifay en vacances Vol. 2
- 1958: Miam miam ! Glou glou !
- 1958: Aimable dans le Nord – Vol. 23
- 1958: Aimable en Bretagne – Vol. 18
- 1958: C’est d’la musique – Vol. 22
- 1958: Ciao Ciao Bambina – Vol. 20
- 1958: Classiques de l’accordéon – Vol. 1
- 1958: Joue les valses 1900 – Vol. 19
- 1958: Joue Pour Les Copains – Vol. 24
- 1960: 50 années d’accordéon – La boite à punaises
- 1960: Aimable en Bretagne – Rien sans peine
- 1962: Aimable et le Père Noël
- 1962: Tous les garçons et les filles
- 1965: Au pays du Soleil
- 1966: Aimable joue Gilbert Bécaud
- 1966: La Grande Parade de La Musique de Genre
- 1968: Succès de Paris
- 1970: Grands Boulevards
- 1970: 30 Titres Les succès des années 30
- 1970: 50 ans de succès d’accordéon
- 1971: 1940–1944 bals interdits
- 1972: La Valse des Patineurs
- 1972: Le Double Disque d’or d’Aimable
- 1972: Le Double Disque de platine
- 1972: Aimable in de Lage Landen
- 1972: Kermesses et ducasses (mit Jean Jarrett)
- 1972: Danses Du Tapis Et Du Balai Vol. 2
- 1973: 24 super succès du hit parade de la danse
- 1973: 24 tubes hit-parade pour la danse
- 1973: La Grande Parade des succès internationaux – Accordéon autour du monde
- 1973: Aimable en Wallonie
- 1974: 16 succès du bal à Aimable (Vol N°8)
- 1974: Aimable in de Lage Landen Vol. 2
- 1974: Les Sportifs du dimanche
- 1974: 24 succès du Hit Parade pour danser
- 1975: 56 super succès pour danser et chanter avec vos invités (Aimable et Zappy Max)
- 1976: Accordéon de Paris
- 1976: Los Más Grandes Sucesos Del Mund
- 1977: Un air de Hit Parade – 24 super succès
- 1978: Sans frontière 48 succès mondiaux
- 1979: 27 super succès
- 1979: Aimable en España
- 1980: Paris Musette
- 1980: 28 tubes ?tu n’as pas changé, food
- 1980: Les Flonflons de la Fête
- 1981: Pour le plaisir … 28 tubes
- 1982: Le Juke Box d’Aimable – 27 Super Succès
- 1983: Tout le monde peut danser avec … La Chenille & La Danse des canards
- 1983: 25 extra super hits – spatial danse
- 1983: Une Heure Avec Aimable
- 1983: Spatial Dance
- 1985: Croisière Caraïbes danse
- 1985: Sous le ciel de Paris

### Singles
- 1956: Où sont-ils donc?
- 1956: Le Tango Prépére (mit Georgette Plana)
- 1957: Carrousel Valse
- 1958: Un Jour L’Amour (Vogliamoci Tanto Bene)
- 1958: Les Classiques De L’Accordéon Vol. 1
- 1958: Docteur Miracle
- 1958: Chansons à boire (Aimable avec Zappy Max)
- 1958: Chansons à manger (Aimable avec Zappy Max)
- 1960: Les Musiciens
- 1960: 3° Coq D’or De La Chanson Française
- 1960: Aimable Bikini Amarillo
- 1960: Paso Dobles
- 1961: Alte Kameraden
- 1961: Gruß an Kiel
- 1962: Beer Barrel Polka
- 1962: Allemand
- 1962: Aimable En España
- 1962: Medianoche En Moscu
- 1962: Wiener-Wachtparade
- 1962: Aloha Ohe
- 1962: „Tous Les Garçons Et Les Filles“ Dansent Avec Aimable
- 1962: Chariot
- 1962: Hit Parade Mit Aimable – 3
- 1962: Hit Parade Mit Aimable – 4
- 1963: Le Tord-Boyaud
- 1963: Marschparade Aimable
- 1965: Hit Parade Mit Aimable – 5
- 1963: Tous Les Garçons Et Les Filles
- 1963: Aimable en la Costa Brava
- 1963: Aimable Interpreta Los Exitos de Françoise Hardy
- 1963: Kalinka
- 1963: C’est de notre age
- 1963: Hit Parade Mit Aimable – 6
- 1963: Estoy de Acuerdo
- 1963: Aimable Joue Françoise Hardy
- 1964: La Mamma
- 1964: Si Tuviera Un Martillo
- 1964: Hit Parade Mit Aimable – 7
- 1964: Non Ho L’Eta
- 1964: Mi Papa
- 1964: Aimable Joue Enrico Macias
- 1964: Se mi novia
- 1965: Quoi de neuf Pussycat
- 1965: Las Marionetas
- 1965: Viens avec moi
- 1965: Zorba el Griego
- 1965: Love Me Please Love Me
- 1965: Les Disques D’Or De La Danse
- 1965: Capri Se Acabo – Aline
- 1967: Grandes Bulevares
- 1968: Aimable Joue Pour Les Majorettes
- 1968: 2 Tiercés Dans L’ordre
- 1969: L’aimable Petanque
- 1969: Quand On N’aime Pas Les Betes
- 1981: Tainted Love
- 1990: Vive Les Mariés